# William George Mount
Sir William George Mount (18 juillet 1824 - 14 janvier 1906) est un homme politique britannique.

## Biographie
Fils de William Mount (en), il est membre de la Chambre des communes de 1885 à 1900.
Il est le père de William Mount (1866-1930).